# 郑本炎
郑本炎（1918年—1997年），男，湖北大悟人，中华人民共和国军事人物，中国人民解放军少将，曾任成都军区副司令员，第四、五届全国人大代表。